# Número de massa
Número de massa, simbolizado pela letra A, é a soma do número de prótons e nêutrons contidos no núcleo de um átomo.
A = nº prótons + nº nêutrons se dois átomos forem iguais serão chamados de isotopos
Exemplo, o núcleo de um átomo de sódio contem 11 prótons e 12 neutrons, portanto, o seu número de massa é 23.
O número de massa de um elemento químico é representado na parte superior do símbolo ou ao seu lado direito: 23Na ou Na-23.
- Quando dois ou mais átomos de um mesmo elemento químico apresentam números de massa diferentes são denominados isótopos.

Exemplo: Cl-35 e Cl-37
- Quando dois ou mais átomos de elementos químicos diferentes apresentam o mesmo número de massa são denominados isóbaros.

Exemplo: Ar-40 e Ca-40
O termo massa para este número é devido ao fato dos prótons e neutrons serem as partículas subatômicas responsáveis por quase a totalidade da massa dos átomos. Os elétrons e as demais partículas apresentam massas praticamente desprezíveis.
Observação: Número de massa não é o mesmo que massa atómica.